# ایسابل سانچس
ایسابل سانچس (اسپانیایی: Isabel Sánchez‎؛ زادهٔ ۲۸ نوامبر ۱۹۷۶) بازیکن بسکتبال زن اهل اسپانیا بود. وی در بازی‌های المپیک تابستانی ۲۰۰۸ شرکت کرده‌است.